# Stadion Narodowy (Barbados)
Stadion Narodowy – został oficjalnie otwarty 23 października 1970 roku. Jest wielofunkcyjnym stadionem w Waterford, w parafii Saint Michael, na Barbadosie. Mieści się w odległości około 4,3 km na północny wschód od Bridgetown i jest położony przy Highway 3. Stadion jest obecnie używany głównie dla meczów piłki nożnej. Stadion mieści 15 000 osób.